# Saccharina bongardiana
Espèce
Saccharina bongardiana est une espèce d'algues brunes de la famille des Laminariaceae.

## Histoire du taxon
Cette espèce est d’abord dénommée Laminaria bongardiana (en l'honneur de Bongard), lorsqu'elle est découverte par Alexandre Postels pendant son expédition sur le Séniavine autour du monde.

## Liste des formes
Selon World Register of Marine Species (24 nov. 2012) :
- forme Saccharina bongardiana f. bifurcata (Gunnerus) Selivanova, Zhigadlova & G.I.Hansen, 2007
- forme Saccharina bongardiana f. subsessilis (Areschoug) Selivanova, Zhigadlova & G.I.Hansen, 2007
- forme Saccharina bongardiana f. taeniata (Postels & Ruprecht) Selivanova, Zhigadlova & G.I.Hansen, 2007